# (23449) 1988 BG5
(23449) 1988 BG5  es un asteroide perteneciente al cinturón de asteroides, descubierto el 28 de enero de 1988 por Robert H. McNaught desde el Observatorio de Siding Spring, en Australia.

## Designación y nombre
Designado provisionalmente como 1988 BG5.

## Características orbitales
(23449) 1988 BG5 orbita a una distancia media del Sol de 2,667 ua, pudiendo acercarse hasta 2,273 ua y alejarse hasta 3,062 ua. Tiene una excentricidad de 0,148 y una inclinación orbital de 12,559 grados. Emplea en completar una órbita alrededor del Sol 1591,12 días.
Pertenece a la familia de asteroides de (15) Eunomia.

## Características físicas
Su magnitud absoluta es 14,36. Tiene 4,030 km de diámetro. Su albedo se estima en 0,227.